# Vladimír Morávek
Vladimír Morávek (ur. 9 kwietnia 1965 w Moravskym Krumlovie w Czechach) – czeski reżyser, i scenarzysta filmowy. W 2003 roku otrzymał Czeskie Lwy za najlepszą reżyserię i scenariusz oraz Nagrodę Specjalną (Nagrodę krytyków) za film Sex w Brnie.